# 제이슨 시먼스
제이슨 시먼스(Jaason Simmons, 1970년 7월 12일 ~ )는 오스트레일리아의 배우이다.

## 출연 작품
- 샤크 스톰 (2013)
- 매드 카우걸 (2006)
- 더 패스 (1998)
- 어디에도 없는 영화 (1997)
- 벨로시티 트랩 (1997)
- 울프 선장 (1997)
- SOS 해상 구조대 (1989)